# Cryptoscatomaseter punctissimus
Cryptoscatomaseter punctissimus är en skalbaggsart som beskrevs av Brown 1928. Cryptoscatomaseter punctissimus ingår i släktet Cryptoscatomaseter och familjen Aphodiidae. Inga underarter finns listade i Catalogue of Life.